# Withiidae
Famille
Les Withiidae sont une famille de pseudoscorpions.
Elle comporte plus de 170 espèces dans 37 genres actuels.

## Distribution
Les espèces de cette famille se rencontrent en Afrique, en Amérique, en Asie, en Océanie et en Europe.

## Liste des genres
Selon Pseudoscorpions of the World (version 3.0) :
- Paragoniochernetinae Beier, 1944
  - Cyrtowithius Beier, 1955
  - Ectromachernes Beier, 1944
  - Paragoniochernes Beier, 1932
  - Pseudatemnus Beier, 1947
  - Pseudochernes Beier, 1954
- Withiinae Chamberlin, 1931
  - Cacodemoniini Chamberlin, 1931
    - Cacodemonius Chamberlin, 1931

  - Juxtacheliferini Hoff, 1956
    - Juxtachelifer Hoff, 1956

  - Protowithiini Beier, 1955
    - Protowithius Beier, 1955

  - Withiini Chamberlin, 1931
    - Aisthetowithius Beier, 1967
    - Balanowithius Beier, 1959
    - Cryptowithius Beier, 1967
    - Cystowithius Harvey, 2004
    - Dolichowithius Chamberlin, 1931
    - Girardwithius Heurtault, 1994
    - Metawithius Chamberlin, 1931
    - Nannowithius Beier, 1932
    - Neowithius Beier, 1932
    - Nesowithius Beier, 1940
    - Parallowithius Beier, 1955
    - Parawithius Chamberlin, 1931
    - Pogonowithius Beier, 1979
    - Pycnowithius Beier, 1979
    - Rexwithius Heurtault, 1994
    - Scotowithius Beier, 1977
    - Sphaerowithius Mahnert, 1988
    - Sphallowithius Beier, 1977
    - Stenowithius Beier, 1932
    - Termitowithius Muchmore, 1990
    - Thaumatowithius Beier, 1940
    - Trichotowithius Beier, 1944
    - Tropidowithius Beier, 1955
    - Victorwithius Feio, 1944
    - Withius Kew, 1911
    - † Beierowithius Mahnert, 1979

et décrit depuis :
- Microwithius Redikorzev, 1938
- Oligowithius Beier, 1936
- Paciwithius Romero-Ortiz, Sarmiento & Harvey, 2023
- Rugowithius Harvey, 2015

Le genre Plesiowithius a été placé en synonymie avec Nannowithius par Harvey en 2015.
Le genre Hyperwithius a été placé en synonymie avec Metawithius par Harvey en 2015.
Le genre Afrowithius a été placé en synonymie avec Withius par Harvey en 2015.
Le sous-genre Microwithius a été élevé au rang de genre par Harvey en 2015.
Le sous-genre Oligowithius a été élevé au rang de genre par Romero-Ortiz, Sarmiento et Harvey en 2023.

## Systématique et taxinomie
Cette famille a été décrite par Chamberlin en 1931 comme une sous-famille des Cheliferidae. Elle est élevée au rang de famille par Weygoldt en 1970.

## Publication originale
- Chamberlin, 1931 : « A synoptic revision of the generic classification of the chelonethid family Cheliferidae Simon (Arachnida). » Canadian Entomologist, vol. 63, p. 289-294.